# Rio Jurupari
Rio Jurupari är ett vattendrag i Brasilien. Det ligger i den västra delen av landet, 2 600 km väster om huvudstaden Brasília.
I omgivningarna runt Rio Jurupari växer i huvudsak städsegrön lövskog. Trakten runt Rio Jurupari är nära nog obefolkad, med mindre än två invånare per kvadratkilometer.